# Anjela Nedyalkova
Anjela Nedyalkova (en bulgare : Анжела Недялкова) est une actrice bulgare, née le 2 mars 1991 à Sofia

## Biographie
Née le 2 mars 1991 à Sofia, Anjela Nedyalkova a commencé des études de réalisation à l'Académie nationale de théâtre et de cinéma de Sofia mais n'a pas terminé son cursus. Elle commence sa carrière d'actrice en 2009 avec un rôle secondaire dans le film Eastern Plays. Elle enchaîne en 2011 avec le rôle-titre du film Avé (en), présenté dans plusieurs festivals internationaux dont le Festival de Cannes et celui de Vilnius, où elle obtient un prix d"interprétation.
Elle commence sa carrière internationale en 2015 en obtenant un des rôles principaux du film néerlandais The Paradise Suite de Joost van Ginkel, prestation saluée par deux récompenses, notamment au Festival de Sofia. En 2015 et 2016, elle incarne un personnage régulier dans la série télévisée bulgare Liaisons (en).
Elle est ensuite choisie pour jouer un rôle important dans T2 Trainspotting de Danny Boyle.

## Filmographie
- 2009 : Eastern Plays de Kamen Kalev : Angela
- 2011 : Avé (en) de Konstantin Bojanov : Ave
- 2013 : The Sixth Day de Vladislav Radev : l'amie de Silvia
- 2014 : Bulgarian Rhapsody (en) d'Ivan Nitchev (en) : Shelli
- 2014 : Heart of Lead (court métrage) de Slava Doycheva : Kalina
- 2015 : Dosieto Petrov de Georgi Balabanov
- 2015 : The Paradise Suite de Joost van Ginkel : Jenya
- 2015-2016 : Liaisons (en) (série télévisée) : Dara
- 2017 : T2 Trainspotting de Danny Boyle : Veronika Kovach
- 2018 : Ibiza d'Alex Richanbach : Custodia

## Distinctions
- Festival de Vilnius 2012 : prix d'interprétation pour Avé (en)[3]
- Festival du film européen Subtitle de Kilkenny 2015 : meilleure actrice pour  The Paradise Suite
- Festival de Sofia 2016 : mention spéciale pour The Paradise Suite